# Nieuwe Vallei
Het gouvernement Nieuwe Vallei (Arabisch: الوادى الجديد , Al Wadi al Jadid) is een van de gouvernementen van Egypte. Het ligt in het zuidwesten van het land tussen de Nijl en Libië. De hoofdstad is de oasestad Kharga. Het is het grootste gouvernement van het land en beslaat ongeveer één derde van heel Egypte. Het is bovendien een van de grootste deelgebieden van Afrika. In deze woestijn wonen echter weinig mensen. Het is dan ook het gouvernement met de laagste bevolkingsdichtheid van het land.

## Oase
Enkele grote oases zijn:
- Farafra
- Dakhla
- Kharga
- Baris

## Economie
- Agrarische activiteiten
- Dadelpalm
- Toerisme (safari's en dergelijke)

Ad Daqahliyah · Al Buhayrah · Alexandrië · Al Gharbiyah · Al Minufiyah · Al Qalyubiyah · Ash Sharqiyah · Assioet · Aswan · Beni Suef · Caïro · Damietta · Fajoem · Gizeh · Ismaïlia · Kafr el Sheikh· Luxor · Matruh  · Minya · Nieuwe Vallei · Noord-Sinaï · Port Said · Qina · Rode Zee · Suez · Suhaj  · Zuid-Sinaï